# Al-Namrood
Al-Namrood – grupa muzyczna powstała z inicjatywy muzyków znanych jako Mukadars i Ostron w Arabii Saudyjskiej w 2008, zaś ostateczna forma została dopiero ustalona po dołączeniu Mephista. Pragnęli oni połączyć charakterystyczny styl kultury arabskiej z black metalowym brzmieniem. Tematyka tekstów obejmuje historię starożytną regionu, antyreligijne przesłanie i kult zła. Pierwsze EP, Atba’a Al-Namrood, zostało wydane w 2008 roku, zaś parę miesięcy później split Narcotized z Dhul-Qarnayn (Bahrajn) i Ayyur (Tunezja). 1 maja 2009 ukazał się debiutancki album zespołu Astfhl Al Tha'r.
Nazwa zespołu pochodzi od babilońskiego króla Nimroda.

## Muzycy

### Obecny skład zespołu
- Mukadars – śpiew
- Ostron – keyboard, perkusja
- Mephisto – gitara. gitara basowa, perkusja
- Darius – bębny, perkusja

## Dyskografia[3]

### Albumy studyjne
- Astfhl Al Tha’r (2009)
- Estorat Taghoot (2010)
- Kitab Al-Awthan (2012)
- Jaish AlNamrood (2013)
- Heen Yadhar Al Ghasq (2014)
- Diaji Al Joor (2015)
- Enkar (2017)

### Minialbumy
- Atba’a Al-Namrood (2008)
- Jaish AlNamrood (2013)
- Ana Al Tughian (2015)

### Splity
- Narcotized (2008, split z grupami Dhul-Qarnayn i Ayyur)